# Lupinus excubitus
Lupinus excubitus là một loài thực vật có hoa trong họ Đậu. Loài này được M.E.Jones miêu tả khoa học đầu tiên.

## Hình ảnh

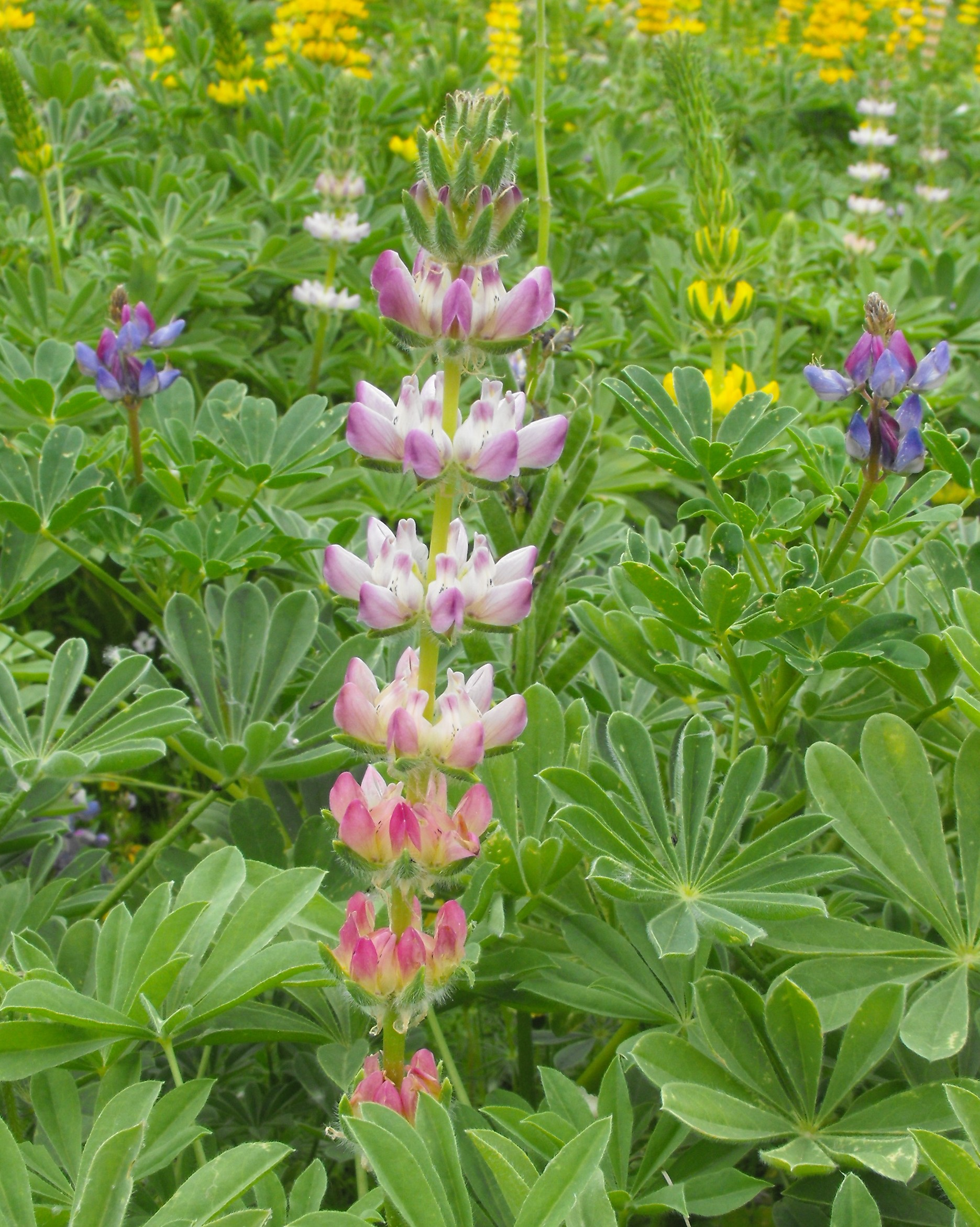
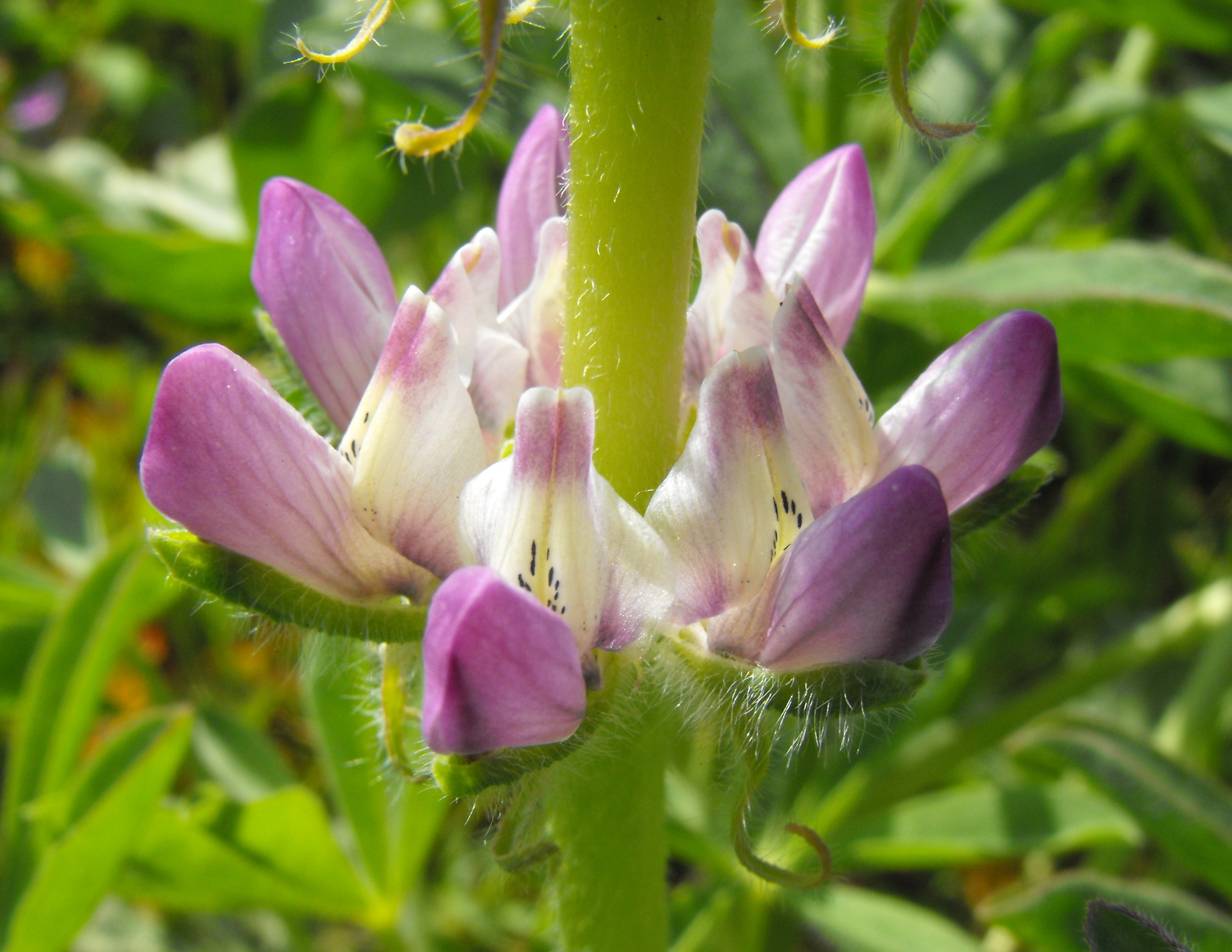